# Nacionalni koordinator za instrument pretpristupne podrške Crnoj Gori
Vlada Crne Gore, na sjednici od 3. maja 2012. godine, imenovala je glavnog pregovarača ambasadora Aleksandra Andriju Pejovića za nacionalnog koordinatora za instrument pretpristupne podrške (NIPAK).
Nacionalni koordinator je zadužen za koordinaciju programa pomoći u okviru Instrumenta pretpristupne podrške (IPA).
NIPAK upravlja procesom usklađivanja i koordinacije programa za svih pet komponenti IPA-e u Crnoj Gori. Odgovoran je za izradu godišnjih programa za I komponentu IPA-e - Podrška tranziciji i izgradnja institucija na nacionalnom nivou. Takođe, koordinira učešće države u relevantnim programima prekogranične saradnje kako s državama članicama tako i sa ostalim državama koje koriste sredstva iz IPA-e, kao i u programima transnacionalne, međuregionalne i saradnje u području morskog basena u okviru drugih instrumenata EU.
Nacionalni koordinator za IPA-u odobrava i dostavlja Evropskoj komisiji godišnje i završne izvještaje o sprovođenju programa IPA-e, koji su definisani članom 38 Okvirnog sporazuma i u članu 61(3) Uredbe o sprovođenju programa IPA-e.
Imenovanje NIPAK-a je jedan od početnih koraka u procesu uvođenja decentralizovanog sistema upravljanja fondovima EU (DIS). Uvođenjem DIS-a upravljanje sredstvima iz fondova EU se prenosi s Evropske komisije na nacionalne strukture, što je ujedno i preduslov za korišćenje sredstava iz IPA III, IV i V komponente.

## Spoljašnje veze
- Ideja-evropske-integracije-je-objedinila-sve-potencijale-crne-gore/
- Zvanična stranica Ministarstva vanjskih poslova i evropskih integracija Crne Gore[мртва веза]
- Delegacija Evropske unije u Crnoj Gori